# 比弗代爾 (喬治亞州)
比弗代爾（英語：Beaverdale）是位於美國喬治亞州惠特菲爾德縣的一個非建制地區。該地的面積和人口皆未知。

## 地理
比弗代爾的座標為34°55′16″N 84°50′33″W / 34.92111°N 84.84250°W，而該地的平均海拔高度為219米（即718英尺）。